# 洪寧
洪寧（こうねい）は、ベトナム莫朝の英宗莫茂洽が使用した元号。1591年 - 1592年。

## 西暦・干支・他元号との対照表
| 洪寧 | 元年     | 2年      |
| 西暦 | 1591年   | 1592年   |
| 干支 | 辛卯     | 壬辰     |
| 黎朝 | 光興14年 | 光興15年 |
| 明   | 万暦19年 | 万暦20年 |